# Cryptocarya chartacea
Cryptocarya chartacea är en lagerväxtart som beskrevs av André Joseph Guillaume Henri Kostermans. Cryptocarya chartacea ingår i släktet Cryptocarya och familjen lagerväxter. Inga underarter finns listade i Catalogue of Life.